# Ambohimandroso (Haute Matsiatra)
Ambohimandroso is een plaats en commune in het zuiden van Madagaskar, behorend tot het district Ambalavao, dat gelegen is in de regio Haute Matsiatra. Tijdens een volkstelling in 2001 telde de plaats 12.036 inwoners.
De plaats biedt naast lager onderwijs ook middelbaar onderwijs aan. 95 % van de bevolking werkt als landbouwer. Het belangrijkste landbouwproduct is tabak; andere belangrijke producten zijn maniok, rijst en tomaten. Verder is 5 % actief in de dienstensector.